# Saropogon solus
Saropogon solus là một loài ruồi trong họ Asilidae. Saropogon solus được Bromley miêu tả năm 1951. Loài này phân bố ở vùng Tân Bắc giới.